# Otto René Castillo
Pour les articles homonymes, voir Castillo.
Otto René Castillo, né le 25 avril 1936 à Quetzaltenango (Guatemala) et mort le 19 mars 1967  à Zacapa (Guatemala), est un poète guatémaltèque.

## Biographie
En 1954, en raison de son opposition au coup d'État contre le gouvernement de Jacobo Arbenz, il s'exile au Salvador où il occupe divers emplois. Il rentre chez lui quatre ans plus tard et étudie le droit à l'Université de San Carlos. L'année suivante, il obtient une bourse pour étudier la littérature et part en République démocratique allemande (RDA) qu'il quitte par la suite pour rejoindre un groupe de cinéastes qui filment les soulèvements populaires de l'époque (la brigade Joris Ivens).
En 1964, il  retourne au Guatemala. Le pouvoir politique le nomme représentant de son pays au sein du Comité d'Organisation du Festival Mondial de la Jeunesse et par la même a l'occasion de voyager dans différentes parties du monde. En 1966, il rentre chez lui et rejoint la guérilla des Forces armées rebelles (Fuerzas Armadas Rebeldes) avant d'être capturé le 19 mars 1967 dans la Sierra de las minas par les forces gouvernementales. Castillo fut sauvagement torturé 5 jours durant et fusillé avec treize autres personnes (dont sa compagne Nora Paiz Carcomo) participantes à l'insurrection. Son poème le plus mémorable est intitulé « Allons patrie marcher, je t’accompagne, je me rendrai aveugle pour que tu aies des yeux, je me rendrai muet, pour que tu chantes. »